# Leif Sundell
Leif Sundell (Borlänge, 15 febbraio 1958) è un ex arbitro di calcio svedese.

## Carriera
Diventato arbitro internazionale nel 1983, ha diretto al Campionato mondiale di calcio Under-17 1991 tre incontri: Cina-Belgio, vinta 2-1 dai belgi, Brasile-Ghana, vinta 2-1 dai ghanesi, e la finale Ghana-Spagna, finita 1-0 per i ghanesi.
Durante il Campionato europeo di calcio 1996 ha diretto la gara Paesi Bassi-Scozia, valida per il Gruppo A e finita 0-0, e il quarto di finale Germania-Croazia, vinto 2-1 dai tedeschi. Durante questa gara fu criticato per il suo arbitraggio, giudicato insufficiente per aver privilegiato il gioco duro e per aver favorito, in un paio di occasioni, la Germania.
Si è ritirato nel 2004.